# Белгерн

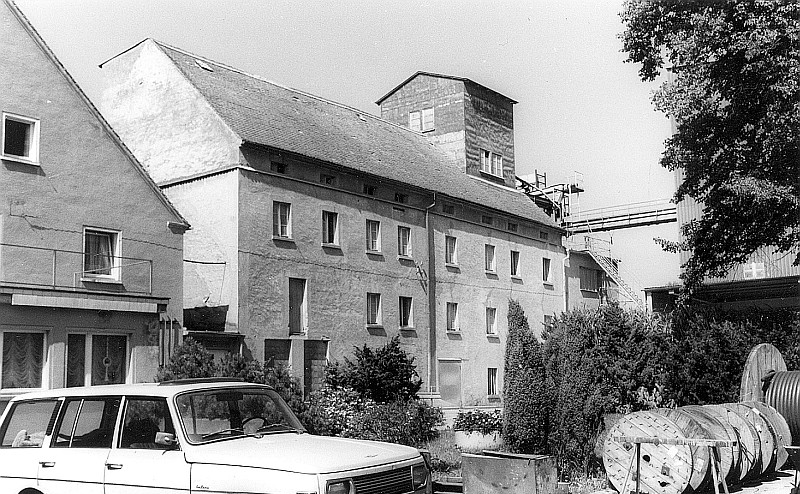
Мельница

Бе́лгерн или Бе́ла-Го́ра (нем. Belgern; в.-луж. Běła Hora) — сельский населённый пункт в статусе городского района Вайсенберга, район Баутцен, федеральная земля Саксония, Германия. В границы населённого пункта входит деревня Нова Бела-Гора.

## География
Находится на левом берегу реки Котицер-Вассер, славянское наименование — Ко́толка (нем. Kotitzer Wasser, в.-луж. Kotołka) при слиянии с рекой Лёбауэр-Вассер, славянское наименование — Любата (нем. Löbauer Wasser, в.-луж. Lubata) примерно шести километрах западнее Вайсенберга и десяти километрах восточнее Баутцена. На севере от деревни расположен холм Велиц-Горка (Wjelic hórka) высотой 116 метров. Со стороны северного склона холма проходит автомагистраль A4. На западе от деревни с севера на восток проходит автомобильная дорога K 7276 и на востоке — автомобильная дорога S110, которые на юге от деревни пересекаются с дорогой S111.
Соседние населённые пункты: на севере — деревня Канневиц (Сканецы) коммуны Мальшвиц, на востоке — Грёдиц (Гроджишчо), на юго-востоке — деревня Нехерн (Нехорнь), на юге — деревня Вуршен (Ворцын) и на западе — Пуршвиц (Поршицы) коммуны Кубшюц.
Между Белгерном и деревней Вуршен находится Белгернский пруд (Belgernscher Teich, Běłohóski hat).
На западе от населённого пункта южнее деревни Пуршвиц находится аэропорт Flugplatz Bautzen (ICAO-Code EDAB), называемый в просторечии «Литтен».

## История
Впервые упоминается в 1360 году под наименованием «Belligern», в современной орфографии — с 1419 года. С 1936 по 1957 года входила в коммуну Канневиц, с 1957 по 1994 года — в коммуну Вуршен. В 1994 году деревня вошла в городские границы Вайсенберга.
В настоящее время деревня входит в состав культурно-территориальной автономии «Лужицкая поселенческая область», на территории которой действуют законодательные акты земель Саксонии и Бранденбурга, содействующие сохранению лужицких языков и культуры лужичан.

## Население
Официальным языком в населённом пункте, помимо немецкого, является также верхнелужицкий язык.
Согласно статистическому сочинению «Dodawki k statisticy a etnografiji łužickich Serbow» Арношта Муки в 1884 году в деревне проживало 122 человека (из них — 112 лужичанина (92 %)).
| 1834 | 1871 | 1890 | 1910 | 1925 | 1950 | 2016 |
| ---- | ---- | ---- | ---- | ---- | ---- | ---- |
| 111  | 122  | 92   | 84   | 111  | 40   | 88   |

## Достопримечательности
- На западной границе населённого пункта находится славянское городище лужицкой культуры.

Культурные памятники федеральной земли Саксония
Всего в населённом пункте находятся три объекта памятников культуры и истории:
- Подвал бывшей овцеводческой фермы, 1862 год, ул. An der Schanze 5
- Жилой дом, 1909 год, ул. Cannewitzer Straße 18
- Здание бывшей усадьбы с остатками ограды, первая половина XVIII века, ул. Gutshof 8